# محیی‌الدین انیس
محی الدین انیس روزنامه‌نگار اهل افغانستان است.

## زندگی‌نامه
او دورهٔ کودکی و نوجوانی را در مصر گذراند چون پدرش در قاهره اقامت داشت. در اوان جوانی به افغانستان بازگشت. مدتی را در هرات و سپس کابل اقامت نمود. نشریهٔ انیس را در کابل انتشار داد. این نشریه ابتدا گاهنامه و سپس به صورت هفته‌نامه توسط انیس منتشر می‌شد و پس از مدتی یکی از روزنامه‌های معتبر افغانستان شد که تا کنون به همین نام انتشار می‌یابد.
محی الدین انیس افزون‌بر مقالاتی که در روزنامهٔ انیس منتشر کرده‌است، چند اثر به صورت کتاب و جزوه نیز دارد که برخی از آن‌ها منتشر شده‌است.